# Bkarsouna - Kattine
Bkarsouna - Kattine è un  comune (municipalité) del Libano situato nel distretto di Minieh e Dinnieh, governatorato del Nord Libano.